# Andrea Huser
Andrea Huser (* 11. Dezember 1973 in Alt St. Johann; † November 2020 nahe Saas-Fee) war eine Schweizer Mountainbikerin, Triathletin und Multisportlerin. Sie war 2002 Mountainbike-Europameisterin sowie 2004 und 2014 Schweizer Meisterin im Mountainbike-Marathon.

## Werdegang
2002 wurde Andrea Huser Mountainbike-Europameisterin. 2004 wurde sie Schweizer Meisterin im Mountainbike-Marathon und Vize-Meisterin im Cross-Country. Im Juli wurde sie Vierte bei den Mountainbike-Marathon-Weltmeisterschaften.
Im Herbst 2004 beendete sie eigentlich ihre Mountainbike-Karriere, war aber schnell wieder auf den Startlisten zu finden.
2009 siegte sie beim Neujahrsmarathon Zürich und war damit für ein paar Tage Inhaberin der Jahresweltbestzeit im Marathonlauf. Sie konnte auch zwei Mal den Inferno Triathlon im Berner Oberland gewinnen (2011, 2012). 2013 wurde sie Dritte bei der Europameisterschaft im Winter-Triathlon. Ab Herbst 2013 war sie auch im Ultra-Traillauf aktiv.
Im Juli 2018 zog sich Huser einen mehrfachen Armbruch zu. Die damals 45-Jährige konnte nach der Saison 2018 die Drei-Jahres-Wertung der Ultra-Trail World Tour für sich entscheiden. Im Juni 2020 erklärte sie ihre aktive Zeit für beendet.
Am 28. November 2020 wurde Huser, nachdem sie von einem Training in der Region von Saas-Fee nicht zurückgekehrt war, als vermisst gemeldet. Am darauffolgenden Tag wurde sie von Einsatzkräften der Rettungsstation Saastal oberhalb von Saas-Fee im Gebiet Oberi Schopfen tot aufgefunden.
Andrea Huser arbeitete im Berner Reha-Zentrum und lebte in Sigriswil. Sie startete für den Verein Pro Sport Sigriswil.

## Sportliche Erfolge
| Datum/Jahr    | Rang | Wettbewerb                                         | Austragungsort                | Zeit       | Bemerkung |
| ------------- | ---- | -------------------------------------------------- | ----------------------------- | ---------- | --- |
| Aug. 2009     | 4    | Eiger Bike Challenge                               | Grindelwald                   | 06:09:43   | 88 km |
| 12. Juli 2008 | 1    | Salzkammergut-Trophy                               | Bad Goisern                   | 13:18:12   | |
| 15. Juli 2006 | 1    | Salzkammergut-Trophy                               | Bad Goisern                   | 12:56:20   | als erste Frau unter 13 Stunden auf der Extremdistanz (203 km)                                                                            |
| Aug. 2004     | 1    | Grand Raid Cristalp                                | Verbier                       | 07:29:54,1 | 131 km und 4800 hm von Verbier nach Grimentz – mit neuem Streckenrekord und 25 min Vorsprung auf die Zweitplatzierte Dolores Mächler-Rupp |
| 11. Juli 2004 | 4    | Mountainbike-Marathon-Weltmeisterschaften 2004     | Bad Goisern am Hallstättersee |            | |
| 2004          | 2    | Schweizer Mountainbike-Meisterschaft Cross Country | Les Crosets                   |            | Vize-Meisterin über die klassische Distanz, hinter Katrin Leumann                                                                         |
| 2004          | 1    | Schweizer Mountainbike-Meisterschaft Marathon      | Les Crosets                   |            | |
| 2004          | 1    | Black Forest Ultra Bike Marathon                   | Schwarzwald                   |            | Siegerin auf der „Ultra-Strecke“ (116 km mit 3150 hm)                                                                                     |
| 2004          | 2    | Worldclass MTB Challenge                           | Offenburg                     |            | |
| 13. Juli 2002 | 1    | Mountainbike-Europameisterschaften 2002            | Bad Goisern                   | 05:01:28   | Siegerin bei der Salzkammergut-Trophy – Erstaustragung einer Mountainbike-Marathon-Europameisterschaft (100 km)                           |

| Datum/Jahr   | Rang | Wettbewerb              | Austragungsort | Zeit     | Bemerkung |
| ------------ | ---- | ----------------------- | -------------- | -------- | --------- |
| 1. Jan. 2010 | 3    | Neujahrsmarathon Zürich | Zürich         | 03:23:53 |           |
| 1. Jan. 2009 | 1    | Neujahrsmarathon Zürich | Zürich         | 03:30:57 |           |

| Datum/Jahr    | Rang | Wettbewerb                | Austragungsort   | Zeit       | Bemerkung                                              |
| ------------- | ---- | ------------------------- | ---------------- | ---------- | ------------------------------------------------------ |
| 28. Juni 2013 | 2    | Swissman Xtreme Triathlon | Kleine Scheidegg |            | mit Start in Ascona und Ziel auf der Kleinen Scheidegg |
| 18. Aug. 2012 | 1    | Inferno Triathlon         | Berner Oberland  | 10:22:57,7 | [ 9 ]                                                  |
| 20. Aug. 2011 | 1    | Inferno Triathlon         | Berner Oberland  |            |                                                        |
| 2009          | 2    | Inferno Triathlon         | Berner Oberland  |            |                                                        |
| 2008          | 2    | Inferno Triathlon         | Berner Oberland  |            |                                                        |
| 2006          | 2    | Inferno Triathlon         | Berner Oberland  |            |                                                        |

| Datum/Jahr    | Rang | Wettbewerb                        | Austragungsort    | Zeit     | Bemerkung                                                                              |
| ------------- | ---- | --------------------------------- | ----------------- | -------- | -------------------------------------------------------------------------------------- |
| 29. Juni 2013 | 2    | Xterra Switzerland Championships  | Les Charbonnières | 02:33:02 | Auf Grund der sehr kalten Witterung musste das Rennen als Duathlon ausgetragen werden. |
| 24. Feb. 2013 | 6    | Xterra South Africa Championships | Waco              | 03:12:59 | [ 11 ]                                                                                 |

| Datum/Jahr | Rang | Wettbewerb              | Austragungsort | Zeit | Bemerkung     |
| ---------- | ---- | ----------------------- | -------------- | ---- | ------------- |
| 2012       | 1    | Swiss Olympic Gigathlon | Olten          |      | [ 12 ] [ 13 ] |

| Datum/Jahr   | Rang | Wettbewerb                                  | Austragungsort | Zeit     | Bemerkung                                                 |
| ------------ | ---- | ------------------------------------------- | -------------- | -------- | --------------------------------------------------------- |
| 3. März 2012 | 3    | ETU European Winter Triathlon Championships | Carcoforo      | 01:43:57 | 10 km Crosslauf, 40 km Mountainbiken und 5 km Skilanglauf |

(DNF – Did Not Finish)